# Elecciones estatales de Hidalgo de 2024
Las elecciones estatales de Hidalgo de 2024 se llevaron a cabo el domingo 2 de junio de 2024 y en ellas se renovaron los siguientes cargos de elección popular del estado mexicano de Hidalgo:
- 30 diputados estatales: 18 diputados electos por mayoría relativa y 12 designados mediante representación proporcional para integrar la LXVI Legislatura.
- 84 ayuntamientos: Compuestos por un presidente municipal, un síndico y un grupo de regidores. Electos para un periodo de tres años.

## Organización

### Partidos políticos
En las elecciones estatales tienen derecho a participar ocho partidos políticos. Siete son partidos políticos con registro nacional: Partido Acción Nacional (PAN), Partido Revolucionario Institucional (PRI), Partido de la Revolución Democrática (PRD), Partido del Trabajo (PT), Partido Verde Ecologista de México (PVEM), Movimiento Ciudadano (MC) y Movimiento Regeneración Nacional (Morena). Y el partido político estatal Nueva Alianza Hidalgo.

### Distritos electorales
Para la elección de diputados de mayoría relativa del Congreso del Estado de Hidalgo el estado se divide en 18 distritos electorales. La distritación electoral vigente fue publicada por el Instituto Nacional Electoral en diciembre de 2022.
| Distrito | Cabecera              | Municipios | Mapa |
| -------- | --------------------- | ---------- | ---- |
| 1        | Zimapán               | 9          |      |
| 2        | Zacualtipán           | 11         |      |
| 3        | Tlanchinol            | 8          |      |
| 4        | Huejutla              | 3          |      |
| 5        | Ixmiquilpan           | 5          |      |
| 6        | Huichapan             | 6          |      |
| 7        | Mixquiahuala          | 6          |      |
| 8        | Actopan               | 6          |      |
| 9        | Metepec               | 8          |      |
| 10       | Zempoala              | 8          |      |
| 11       | Tulancingo            | 1          |      |
| 12       | Pachuca               | 2          |      |
| 13       | Pachuca               | 1          |      |
| 14       | Tula                  | 3          |      |
| 15       | Tepeji del Río        | 2          |      |
| 16       | Tizayuca              | 1          |      |
| 17       | Mineral de la Reforma | 1          |      |
| 18       | Tepeapulco            | 5          |      |

## Candidaturas y coaliciones

### Sigamos Haciendo Historia
|  | Movimiento Regeneración Nacional - 14 diputados. Distritos 1, 3, 4, 5, 6, 7, 8, 10, 11, 12, 13, 14 y 15 - 67 Ayuntamientos. Acaxochitlan, Actopan, Ajacuba, Alfajayucan, Almoloya, Apan, Atitalaquia, Atlapexco, Atotonilco, Cardonal, Chapantongo, Chilcuautla, Cuautepec, Eloxochitlan, Emiliano Zapata, Francisco I. Madero, Huasca, Huautla, Huazalingo, Huehuetla, Huejutla, Huichapan, Ixmiquilpan, Jaltocan, Juarez Hidalgo, La Misión, Metepec, Metztitlan, Mineral de la Reforma, Mineral del Monte, Mixquiahuala, Nicolás Flores, Nopala, Omitlan, Pachuca, Pacula, Pisaflores, San Agustín Metzquititlán, San Agustín Tlaxiaca, San Bartolo Tutotepec, San Felipe Orizatlán, San Salvador, Sntiago de Anaya, Santiago Tulantepec, Singuilucan, Tasquillo, Tecozautla, Tenango de Doria, Tepeapulco, Tepehuacán, Tepeji del Río, Tepetitlan, Tezontepec de Aldama, Tizayuc, Tlahuiltepa, Tlanchinol, Tlaxcoapan, Tolcayuca, Tul, Tulancingo, Xochiatipan, Yahualica, Zacualtipan, Zapotlan y Zimapan |
|  | Nueva Alianza Hidalgo - 4 diputados. Distritos 2, 16, 17 y 18 - 17 Ayuntamientos. Acatlán, Agua Blanca, Atotonilco el Grande, Calnali, Chapulhuacan, El Arenal, Jacala, Lolotla, Molango, Progreso de Obregón, Tetepango, Tianguistengo, Tlahuelilpan, Tlanalapa, Villa de Tezontepec, Xochicoatlan y Zempoala |

## Resultados

### Diputaciones
|  | 45.58 % |

|  | 18.02 % |

|  | 13.58 % |

|  | 8.83 % |

|  | 8.68 % |

|  | 0.09 % |

|  | 94.69 % |

|  | 5.22 % |

|  | 63.70 % |

|  | 36.30 % |

### Ayuntamientos
|  | 37.82 % |

|  | 14.74 % |

|  | 10.67 % |

|  | 9.76 % |

|  | 8.58 % |

|  | 4.63 % |

|  | 3.95 % |

|  | 0.93 % |

|  | 4.40 % |

|  | 0.21 % |

|  | 95.71 % |

|  | 4.29 % |

|  | 63.58 % |

|  | 36.42 % |

### Resultados por Ayuntamientos
| Municipio                            | Partido | Partido | Partido | Partido | Partido | Partido | Coalición                    | Coalición                            | Candidatos independientes | Candidatos independientes |                |       | Total |
| Municipio                            | PAN     | PRI     | PRD     | PT      | PVEM    | MC      | Fuerza y Corazón por Hidalgo | Sigamos Haciendo Historia en Hidalgo | CI 1                      | CI 2                      | No Registrados | Nulos | Total |
| ------------------------------------ | ------- | ------- | ------- | ------- | ------- | ------- | ---------------------------- | ------------------------------------ | ------------------------- | ------------------------- | -------------- | ----- | ----- |
| Acatlán                              | -       | -       | -       | 993     | 4351    | -       | 2218                         | 2784                                 | 250                       | -                         | 5              | 490   | 1109  |
| Acaxochitlán                         | -       | -       | -       | -       | 1162    | 746     | 3236                         | 11297                                | -                         | -                         | 28             | 881   | 17350 |
| Actopan                              | -       | -       | -       | 1139    | 6625    | 7108    | 5488                         | 8908                                 | -                         | -                         | 22             | 1146  | 30436 |
| Agua Blanca de Iturbide              | 213     | 523     | 2302    | 439     | -       | -       | -                            | 2194                                 | -                         | -                         | 3              | 231   | 5905  |
| Ajacuba                              | -       | 260     | 24      | 317     | 3494    | 2141    | -                            | 3537                                 | -                         | -                         | 1              | 349   | 10123 |
| Alfajayucan                          | 224     | 758     | -       | 3463    | 2082    | -       | -                            | 3573                                 | -                         | -                         | 3              | 426   | 10529 |
| Almoloya                             | -       | 1666    | -       | 596     | -       | -       | -                            | 2164                                 | 405                       | 217                       | 1142           | 320   | 6510  |
| Apan                                 | 4293    | 2507    | 679     | 3927    | 2720    | 863     | -                            | 6730                                 | -                         | -                         | 22             | 886   | 22627 |
| El Arenal                            | -       | 3774    | 35      | 1246    | 1064    | 258     | -                            | 3593                                 | -                         | -                         | 1              | 384   | 10355 |
| Atitalaquia                          | 1179    | 1731    | 1445    | 2403    | 1819    | 2071    | -                            | 4692                                 | -                         | -                         | 6              | 635   | 15981 |
| Atlapexco                            | -       | -       | -       | 4516    | 1324    | 435     | 217                          | 4358                                 | -                         | -                         | -              | 711   | 11561 |
| Atotonilco el Grande                 | -       | -       | -       | 7701    | 539     | 527     | 443                          | 5223                                 | -                         | -                         | 8              | 628   | 15069 |
| Atotonilco de Tula                   | -       | -       | -       | 2955    | 3897    | 4924    | 836                          | 5934                                 | 2230                      | 5728                      | 6              | 1222  | 27732 |
| Calnali                              | -       | -       | -       | 5459    | 161     | 92      | 60                           | 4235                                 | -                         | -                         | 3              | 331   | 10341 |
| Cardonal                             | -       | -       | -       | 1447    | 1692    | 4231    | 258                          | 2084                                 | -                         | -                         | 3              | 523   | 10238 |
| Cuautepec de Hinojosa                | 296     | 2521    | -       | 809     | 2916    | 494     | -                            | 4890                                 | -                         | -                         | 28             | 539   | 12493 |
| Chapantongo                          | -       | -       | -       | 1083    | 3577    | 276     | 1018                         | 1741                                 | -                         | -                         | 2              | 304   | 8001  |
| Chapulhuacán                         | 539     | 3771    | 1239    | 385     | -       | 143     | -                            | 3967                                 | -                         | -                         | 61             | 506   | 10611 |
| Chilcuautla                          |         |         |         |         |         |         |                              |                                      |                           |                           |                |       |       |
| Eloxochitlán                         |         |         |         |         |         |         |                              |                                      |                           |                           |                |       |       |
| Emiliano Zapata                      |         |         |         |         |         |         |                              |                                      |                           |                           |                |       |       |
| Epazoyucan                           |         |         |         |         |         |         |                              |                                      |                           |                           |                |       |       |
| Francisco I. Madero                  |         |         |         |         |         |         |                              |                                      |                           |                           |                |       |       |
| Huasca de Ocampo                     |         |         |         |         |         |         |                              |                                      |                           |                           |                |       |       |
| Huautla                              |         |         |         |         |         |         |                              |                                      |                           |                           |                |       |       |
| Huazalingo                           |         |         |         |         |         |         |                              |                                      |                           |                           |                |       |       |
| Huehuetla                            |         |         |         |         |         |         |                              |                                      |                           |                           |                |       |       |
| Huejutla de Reyes                    |         |         |         |         |         |         |                              |                                      |                           |                           |                |       |       |
| Huichapan                            |         |         |         |         |         |         |                              |                                      |                           |                           |                |       |       |
| Ixmiquilpan                          |         |         |         |         |         |         |                              |                                      |                           |                           |                |       |       |
| Jacala de Ledezma                    |         |         |         |         |         |         |                              |                                      |                           |                           |                |       |       |
| Jaltocán                             |         |         |         |         |         |         |                              |                                      |                           |                           |                |       |       |
| Juárez Hidalgo                       |         |         |         |         |         |         |                              |                                      |                           |                           |                |       |       |
| Lolotla                              |         |         |         |         |         |         |                              |                                      |                           |                           |                |       |       |
| Metepec                              |         |         |         |         |         |         |                              |                                      |                           |                           |                |       |       |
| San Agustín Metzquititlán            |         |         |         |         |         |         |                              |                                      |                           |                           |                |       |       |
| Metztitlán                           |         |         |         |         |         |         |                              |                                      |                           |                           |                |       |       |
| Mineral del Chico                    |         |         |         |         |         |         |                              |                                      |                           |                           |                |       |       |
| Mineral del Monte                    |         |         |         |         |         |         |                              |                                      |                           |                           |                |       |       |
| La Misión                            |         |         |         |         |         |         |                              |                                      |                           |                           |                |       |       |
| Mixquiahuala de Juárez               |         |         |         |         |         |         |                              |                                      |                           |                           |                |       |       |
| Molango de Escamilla                 |         |         |         |         |         |         |                              |                                      |                           |                           |                |       |       |
| Nicolás Flores                       |         |         |         |         |         |         |                              |                                      |                           |                           |                |       |       |
| Nopala de Villagrán                  |         |         |         |         |         |         |                              |                                      |                           |                           |                |       |       |
| Omitlán de Juárez                    |         |         |         |         |         |         |                              |                                      |                           |                           |                |       |       |
| San Felipe Orizatlán                 |         |         |         |         |         |         |                              |                                      |                           |                           |                |       |       |
| Pacula                               |         |         |         |         |         |         |                              |                                      |                           |                           |                |       |       |
| Pachuca de Soto                      |         |         |         |         |         |         |                              |                                      |                           |                           |                |       |       |
| Pisaflores                           |         |         |         |         |         |         |                              |                                      |                           |                           |                |       |       |
| Progreso de Obregón                  |         |         |         |         |         |         |                              |                                      |                           |                           |                |       |       |
| Mineral de la Reforma                |         |         |         |         |         |         |                              |                                      |                           |                           |                |       |       |
| San Agustín Tlaxiaca                 |         |         |         |         |         |         |                              |                                      |                           |                           |                |       |       |
| San Bartolo Tutotepec                |         |         |         |         |         |         |                              |                                      |                           |                           |                |       |       |
| San Salvador                         |         |         |         |         |         |         |                              |                                      |                           |                           |                |       |       |
| Santiago de Anaya                    |         |         |         |         |         |         |                              |                                      |                           |                           |                |       |       |
| Santiago Tulantepec de Lugo Guerrero |         |         |         |         |         |         |                              |                                      |                           |                           |                |       |       |
| Singuilucan                          |         |         |         |         |         |         |                              |                                      |                           |                           |                |       |       |
| Tasquillo                            |         |         |         |         |         |         |                              |                                      |                           |                           |                |       |       |
| Tecozautla                           |         |         |         |         |         |         |                              |                                      |                           |                           |                |       |       |
| Tenango de Doria                     |         |         |         |         |         |         |                              |                                      |                           |                           |                |       |       |
| Tepeapulco                           |         |         |         |         |         |         |                              |                                      |                           |                           |                |       |       |
| epehuacán de Guerrero                |         |         |         |         |         |         |                              |                                      |                           |                           |                |       |       |
| Tepeji del Río de Ocampo             |         |         |         |         |         |         |                              |                                      |                           |                           |                |       |       |
| Tepetitlán                           |         |         |         |         |         |         |                              |                                      |                           |                           |                |       |       |
| Tetepango                            |         |         |         |         |         |         |                              |                                      |                           |                           |                |       |       |
| Villa de Tezontepec                  |         |         |         |         |         |         |                              |                                      |                           |                           |                |       |       |
| Tezontepec de Aldama                 |         |         |         |         |         |         |                              |                                      |                           |                           |                |       |       |
| Tianguistengo                        |         |         |         |         |         |         |                              |                                      |                           |                           |                |       |       |
| Tizayuca                             |         |         |         |         |         |         |                              |                                      |                           |                           |                |       |       |
| Tlahuelilpan                         |         |         |         |         |         |         |                              |                                      |                           |                           |                |       |       |
| Tlahuiltepa                          |         |         |         |         |         |         |                              |                                      |                           |                           |                |       |       |
| Tlanalapa                            |         |         |         |         |         |         |                              |                                      |                           |                           |                |       |       |
| Tlanchinol                           |         |         |         |         |         |         |                              |                                      |                           |                           |                |       |       |
| Tlaxcoapan                           |         |         |         |         |         |         |                              |                                      |                           |                           |                |       |       |
| Tolcayuca                            |         |         |         |         |         |         |                              |                                      |                           |                           |                |       |       |
| Tula de Allende                      |         |         |         |         |         |         |                              |                                      |                           |                           |                |       |       |
| Tulancingo de Bravo                  |         |         |         |         |         |         |                              |                                      |                           |                           |                |       |       |
| Xochiatipan                          |         |         |         |         |         |         |                              |                                      |                           |                           |                |       |       |
| Xochicoatlán                         |         |         |         |         |         |         |                              |                                      |                           |                           |                |       |       |
| Yahualica                            |         |         |         |         |         |         |                              |                                      |                           |                           |                |       |       |
| Zacualtipán de Ángeles               |         |         |         |         |         |         |                              |                                      |                           |                           |                |       |       |
| Zapotlán de Juárez                   |         |         |         |         |         |         |                              |                                      |                           |                           |                |       |       |
| Zempoala                             |         |         |         |         |         |         |                              |                                      |                           |                           |                |       |       |
| Zimapán                              |         |         |         |         |         |         |                              |                                      |                           |                           |                |       |       |